# Sarah (La Pampa)
Sarah es una localidad en la provincia de La Pampa, Argentina, dentro del departamento Chapaleufú.
Se encuentra en el noreste de la provincia, accediéndose por la Ruta Nacional 188.

## Población
Contó con 204 habitantes (Indec, 2010), lo que representó un incremento del 25% frente a los 163 habitantes (Indec, 2001) del censo anterior.
El censo nacional 2022 arrojó 264 habitantes y 98 viviendas.
| Gráfica de evolución demográfica de Sarah entre 1991 y 2022 |
|                                                             |
| Fuente: Censos nacionales del INDEC                         |